# Tepeyahualco
Tepeyahualco är en kommun i Mexiko.   Den ligger i delstaten Puebla, i den sydöstra delen av landet, 170 km öster om huvudstaden Mexico City. Antalet invånare är 16 390. Arean är 452 kvadratkilometer.
Terrängen i Tepeyahualco är huvudsakligen kuperad, men den allra närmaste omgivningen är platt.
Följande samhällen finns i Tepeyahualco:
- Ciudad Tepeyahualco
- Mancuernas